# 天主教哈恩教區
天主教哈恩教區（拉丁語：Dioecesis Giennensis）是西班牙一個羅馬天主教教區，屬格拉納達總教區。
教區成立於7世紀，位於哈恩省。2007年，在當地660,284人口中，有教友655,000人，佔轄區總人口99.2%、199個堂區、302名司鐸、76名修士、567名修女。現任教區主教為拉蒙·德奧約·洛佩茲。